# Enola Gay

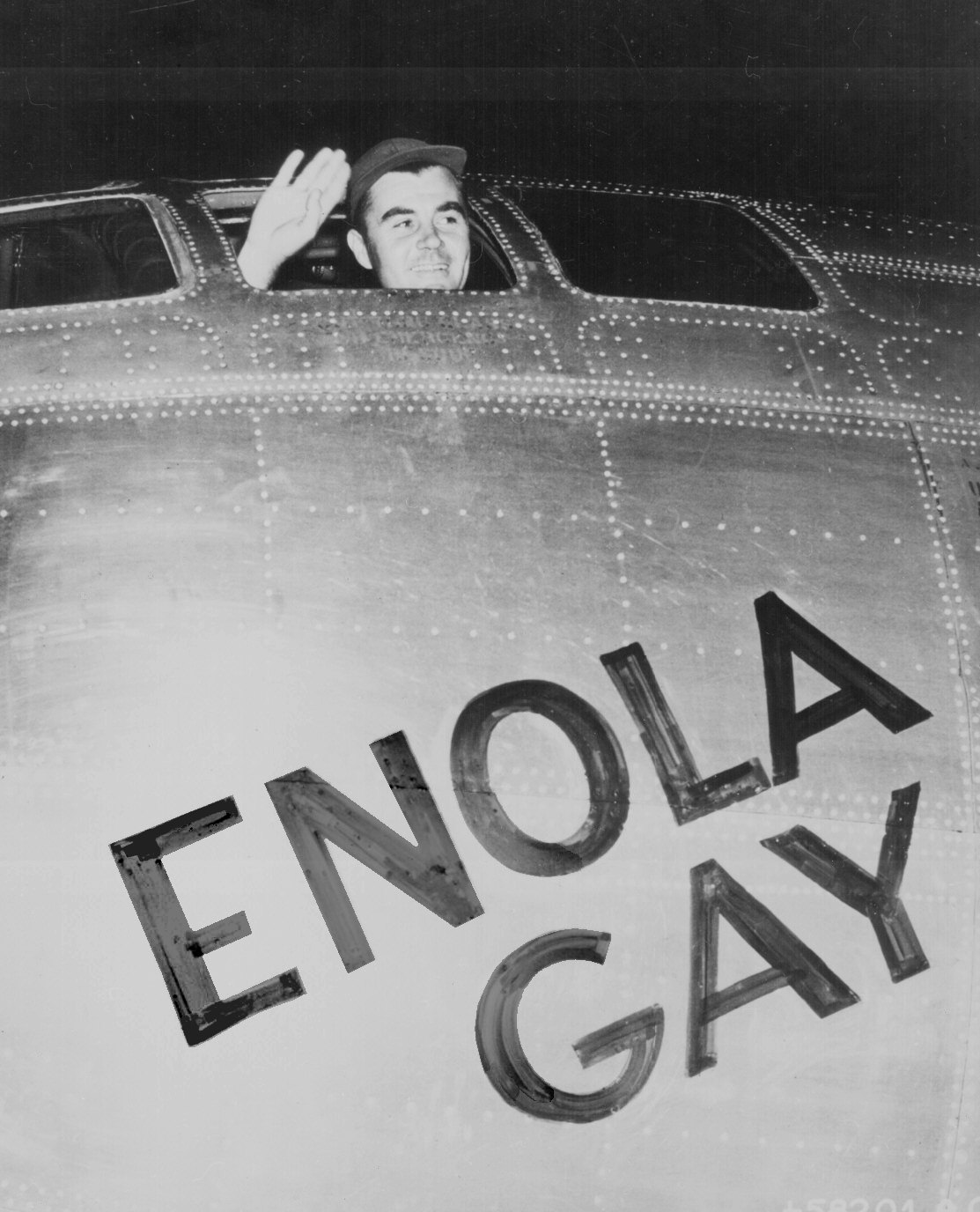
El pilot Paul Tibbets a bord de l'Enola Gay

Enola Gay va ser un bombarder B-29 Superfortress estatunidenc conegut per llançar la primera bomba atòmica ofensivament, el 6 d'agost de 1945 sobre la ciutat japonesa d'Hiroshima.

La bomba Little Boy en un carro i a sota del bombarder a punt per ser carregada.

## La bomba: "Little Boy"
La bomba atòmica emprada va ser anomenada "Little Boy" i tenia un nucli d'urani enriquit, equivalent a 20.000 tones de TNT. Tenia una espoleta de pressió que la va fer esclatar a uns 600 m d'alçada sobre Hiroshima, tot arrasant més de 12 km² de la ciutat i causant gairebé 80.000 morts i 70.000 ferits (que van morir al cap de pocs mesos) i, en els anys següents, molts més morts i l'afectació de la salut de mig milió de persones.

## Conservació del bombarder
L'Enola Gay va ser completament restaurat i actualment s'exposa al "Centre Steven F. Udvar-Hazy" del Museu Nacional de l'Aire i l'Espai de la Smithsonian Institution, prop de l'Aeroport Internacional de Washington-Dulles (Virgínia).

## Tripulants
Els dotze tripulants del bombarder el 6 d'agost de 1945 eren:
- Coronel Paul Tibbets (pilot)
- Capità Robert Lewis (copilot)
- Major Thomas Ferebee (artiller)
- Capità Theodore Van Kirk (navegant)[5]
- Tinent Jacob Beser (contramesures electròniques)
- Capità William "Deak" Parsons (encarregat de llençar la bomba)
- Segon tinent Morris R. Jeppson (ajudant de l'encarregat de llençar la bomba)
- Sergent Joe Stiborik (radar)
- Sergent George Caron (metralladora de cua)
- Sergent Robert Shumard (ajudant de l'enginyer de vol)
- Soldat Richard Nelson (ràdio)
- Sergent Wayne Duzenberry (enginyer de vol)

## Galeria d'imatges

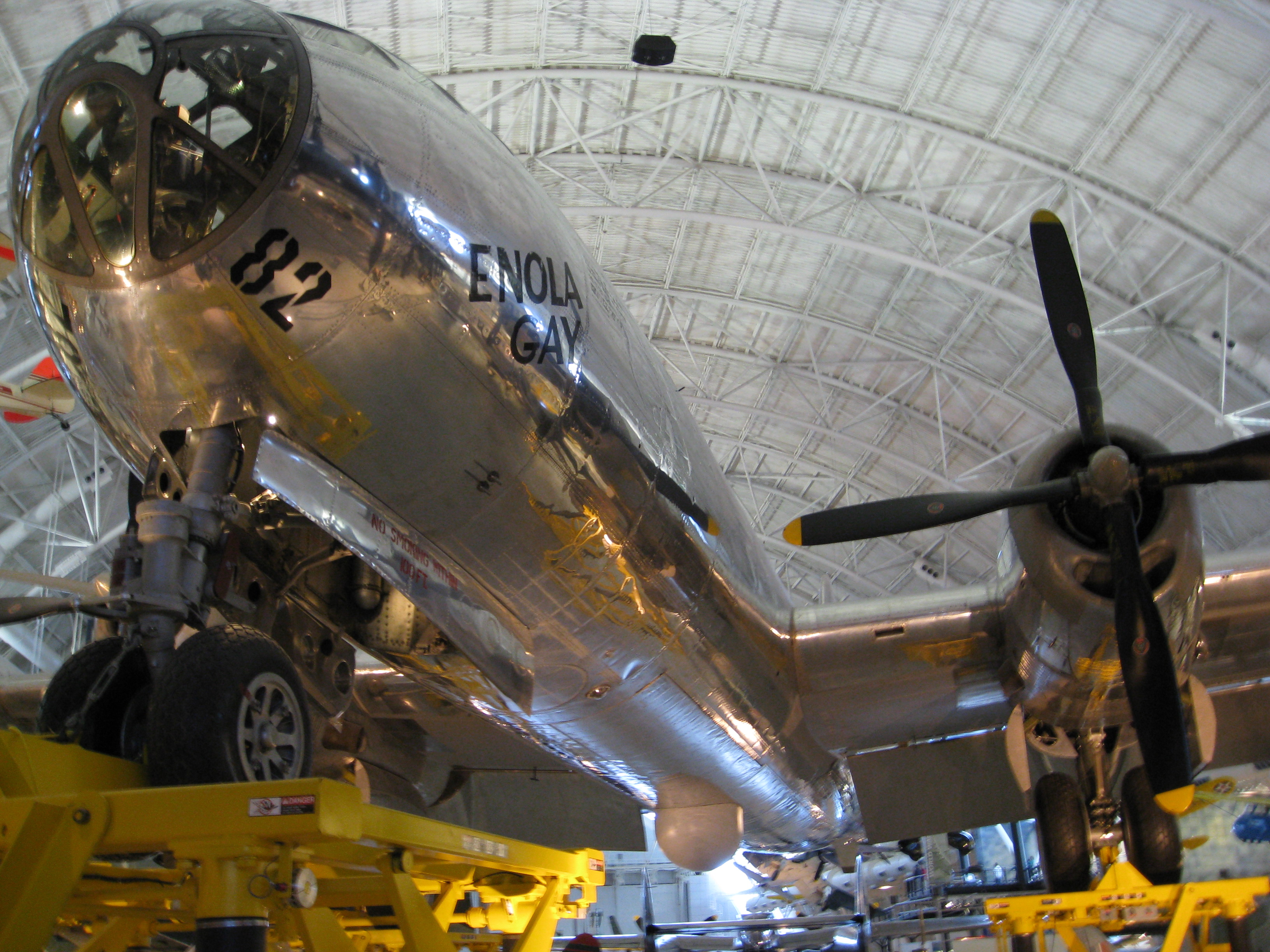
Enola Gay en exposició
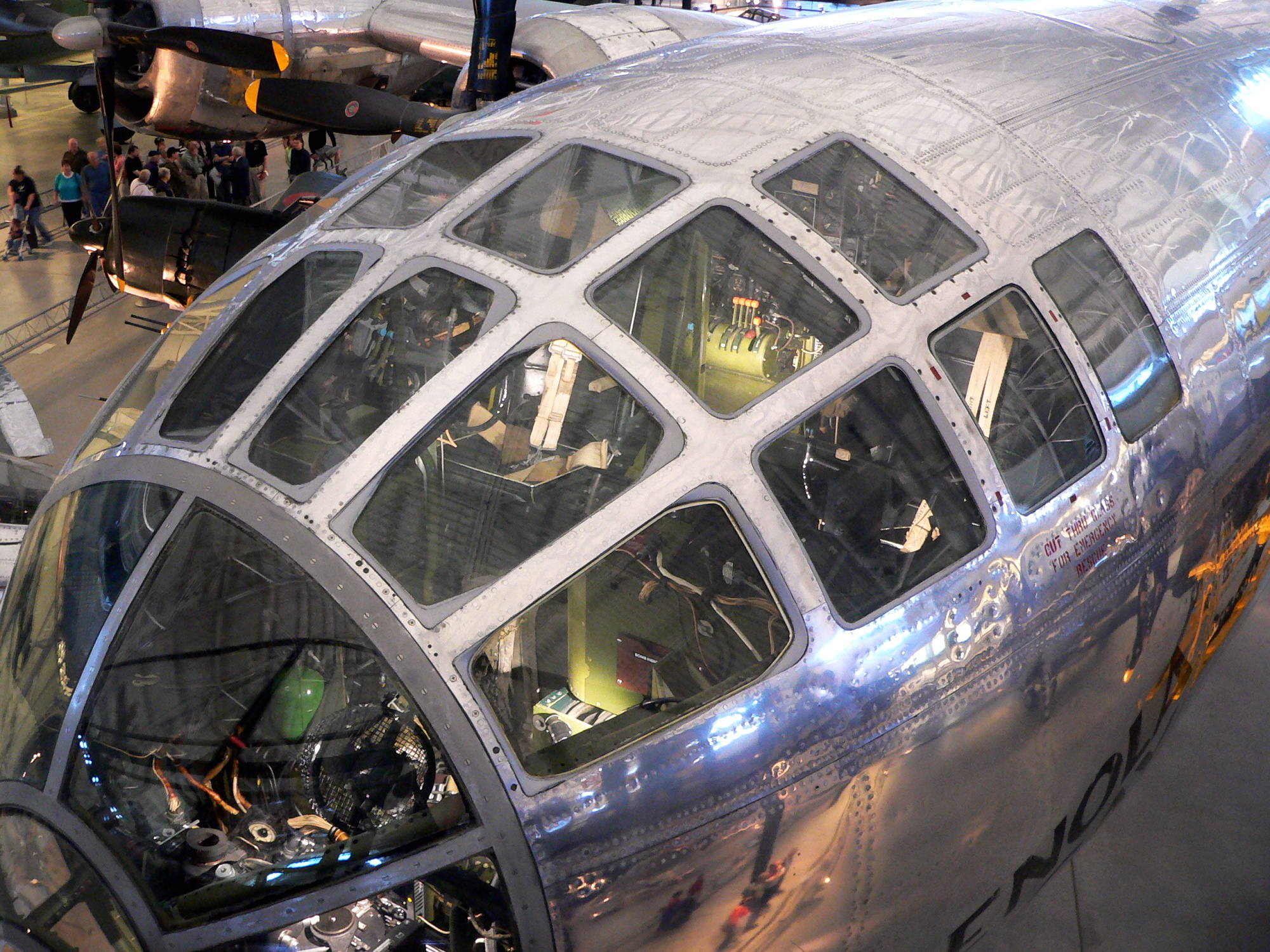
Primer pla de la cabina de vol
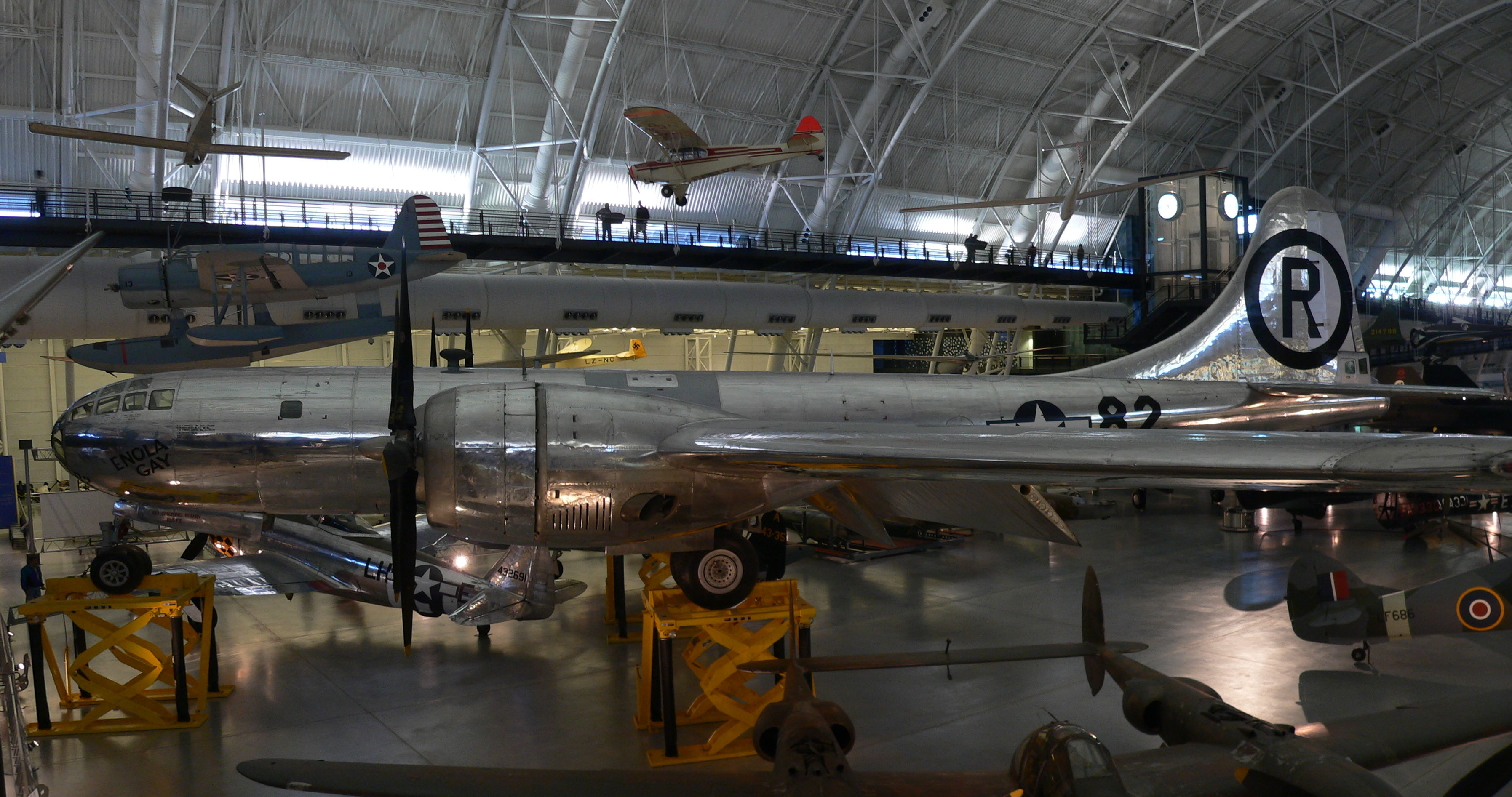
Visió lateral de l'Enola Gay
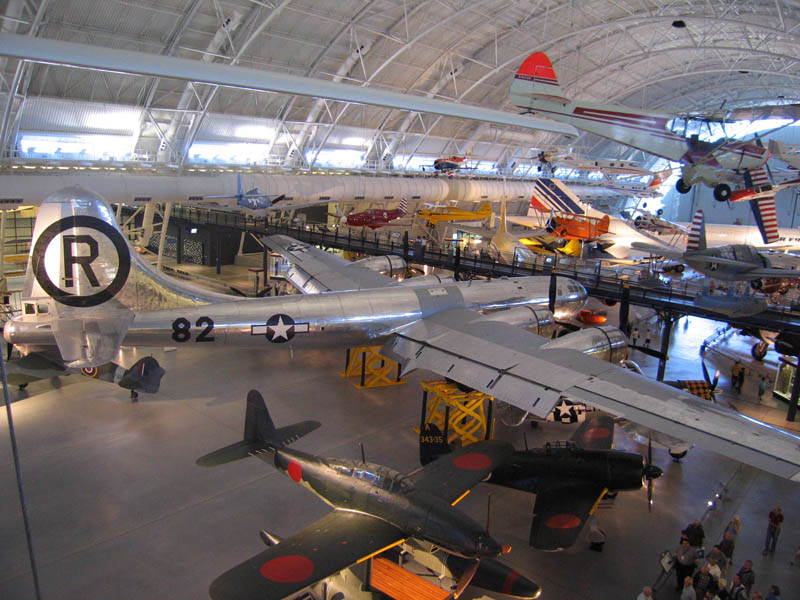
Visió de 3/4 posterior de l'Enola Gay